# Йодоформ
Йодофо́рм (трийодметан) — органічна сполука ряду галогеноалканів, складу CHl3. Це жовта кристалічна речовина з сильним характерним запахом, практично нерозчинна у воді. Йодоформ важкорозчинний у спирті, добре розчиняється в етері, хлороформі.

## Отримання
Йодоформ отримують з етанолу або ацетону, дією йоду та лугів або карбонатів лужних металів:
6NaHCO3 + 4I2 + C2H5OH → CHI3↓ + HCOONa + 5NaI + 5H2O + 6CO2↑
Реакція йде за наступною схемою:
Йодоформ також можна отримати електролізом йодиду калію або натрію в спиртовому розчині. При електролізі утворюються йод та луг, необхідні для процесу. Утворений при реакції йодид калію (натрію) знову піддається електролізу, і, таким чином, весь йод солі йде на утворення йодоформу.

## Застосування
В медицині йодоформ застосовують як антисептик. Зокрема, використовується для полоскання горла.